# Phaniola russipes
Phaniola russipes là một loài ruồi trong họ Tachinidae.